# Église Saint-Christophe de Tourcoing
Pour les articles homonymes, voir Église Saint-Christophe.
L'église Saint-Christophe, de Tourcoing dans le Nord en France, est une église néogothique située près de l'hôtel de ville. Elle est située sur le côté Est de la Grand-Place de Tourcoing. Elle est dédiée à saint Christophe et son culte dépend du diocèse de Lille.

## Histoire
L'église était à l'origine dédiée à saint Vaast d'Arras. 
Son origine remonte au XIe siècle, et dès le XIIe siècle l'église modeste est transformée afin d'en faire un édifice plus imposant, un transept sera par ailleurs ajouté au XIIIe siècle. Au XVe siècle, le clocher, qui se trouvait alors sur la croisée du transept, est déplacé au niveau du porche. Au fur et à mesure que Tourcoing s'enrichit et gagne de l'importance, l'église sera embellie, modifiée, agrandie au fil des siècles, dont l'intervention notable de Thomas-Joseph Gombert sur le chœur en 1722. Mais au XIXe siècle, Tourcoing connaît un essor sans précédent grâce à l'arrivée de la révolution industrielle. Cet essor s'accompagne d'une explosion démographique et très vite, dès 1846, l'église Saint-Christophe se révèle trop petite. Aussi met-on en œuvre quelque dix années plus tard un chantier d'agrandissement sous la direction de l'architecte lillois Charles Leroy (surhaussement du vaisseau central) mais le chantier se prolongera bien après et il ne faudrait occulter les apports successifs de Charles Maillard et de Louis Croïn (1897). Ce dernier agrandira et surélèvera le clocher, tout en conservant la charpente du XVIIIe siècle. De l'église originelle sont restés le porche datant du XIIIe siècle, les murs en brique des bas-côtés du chœur et les colonnes du XVIe siècle,. Les vitraux des fenêtres hautes et des roses datent quant à eux de 1878, ceux des bas-côtés ont été réalisés de 1891 à 1898.
Longtemps fermée pour restauration, elle a été rouverte au culte en 2001 et les travaux se sont achevés en 2011.
En 1998, les Crick-Sicks y ont chanté un concert en l'honneur de sa réouverture.

## Description
La façade de l'église, construite entièrement en pierre, a été inspirée par le gothique rayonnant mêlé d'éléments flamboyants (notamment au niveau des remplages). Symétrique, elle se divise en trois travées équivalant au plan intérieur : au clocher correspond la nef tandis que les deux petites façades latérales concordent avec les collatéraux. Inscrite dans une arcade couronnée d'un gable ajouré, le portail consiste en une porte surmontée d'un arc en accolade et d'une balustrade ajourée. Le portail est séparé des façades latérales par deux contreforts surmontés d'un pinacle. Sur le clocher, d'une hauteur de 80 mètres, des arcades aveugles aux remplages flamboyants viennent occuper l'espace sans avoir de fonction constructive. La partie haute du clocher, terminée par Louis Croïn entre 1895 et 1898, est percée de deux lancettes couronnées d'une horloge, cernée par un arc en accolade. C'est dans cette partie qu'est installé le carillon, comportant 62 cloches et présent depuis le XVIIe siècle,. Sur les angles, des contreforts sommés de clochetons et de pinacles appuient l'impression d'élévation. Enfin, le clocher est coiffé d'une flèche couverte d'ardoises. Les façades latérales sont percées de baies comportant trois lancettes, elle se termine par un gable décoré de crochets à feuilles et d'un fleuron. Sur les côtés de ces façades, des contreforts couronnés de pinacles établissent la liaison avec le reste de l'édifice. 
L'église est longue de 60 m, son clocher haut de 80 m et contient un escalier hélicoïdal de 255 marches qui mène à un musée du carillon. Le musée se propose d'évoquer l'art campanaire (fabrication, fonctions). Le visiteur accède ensuite aux 62 cloches et à l'horloge par un escalier du XVIe siècle menant à une vue imprenable sur toute la métropole. Son carillon compte également un bourdon de 6 tonnes.
L'intérieur est lumineux et les clés de voûte datant du XIXe siècle sont peintes de rouge et de vert, complétant un travail de polychromie réalisé à la même époque et qui ornait toute l'élévation.

## Mobilier
L'église renferme des confessionnaux remarquablement ouvragés, ornés de statuettes en bois sculpté. Ils datent de 1730.
Le grand orgue, achevé en 1751 est l'œuvre des facteurs Fremat et Carlier, pour la partie instrumentale, et des Labre père et fils, pour l'ébénisterie. Il fait ensuite l'objet d'interventions des facteurs Van Peteghem (1852), Loret (1854/57), Joseph Merklin (1863), et Neuville (1886), avant d'être complètement restauré à la veille de la première guerre mondiale par la Maison Delmotte de Tournai. Le Positif de dos fut alors supprimé.
Après une remise en état de la mécanique par le facteur Pascal en 1951, l'orgue fut à nouveau restauré en 1969-70, par Meyer et Daniellot, à la suite des travaux de réfection de l'édifice.

## Galerie d'images

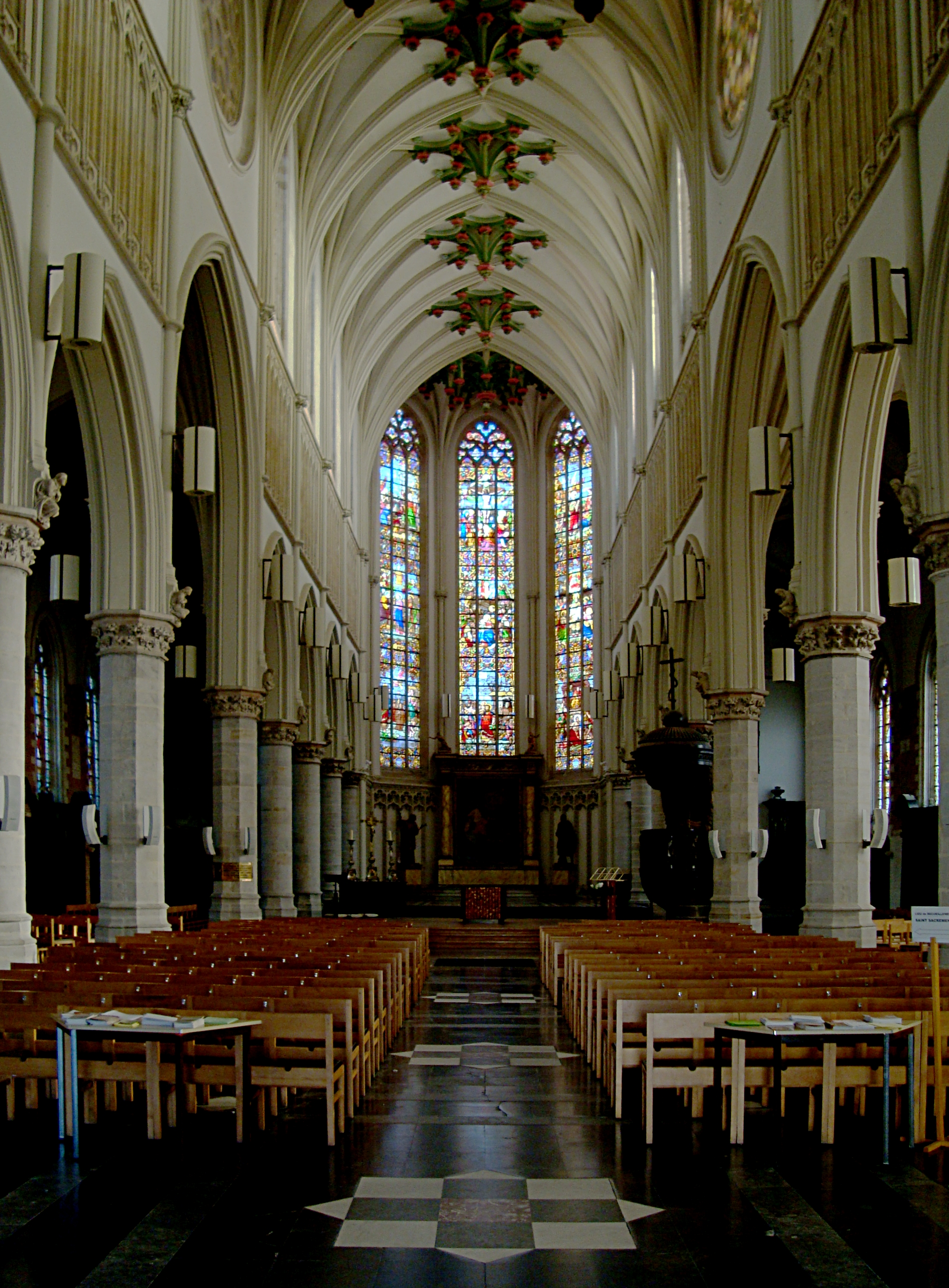
Nef.
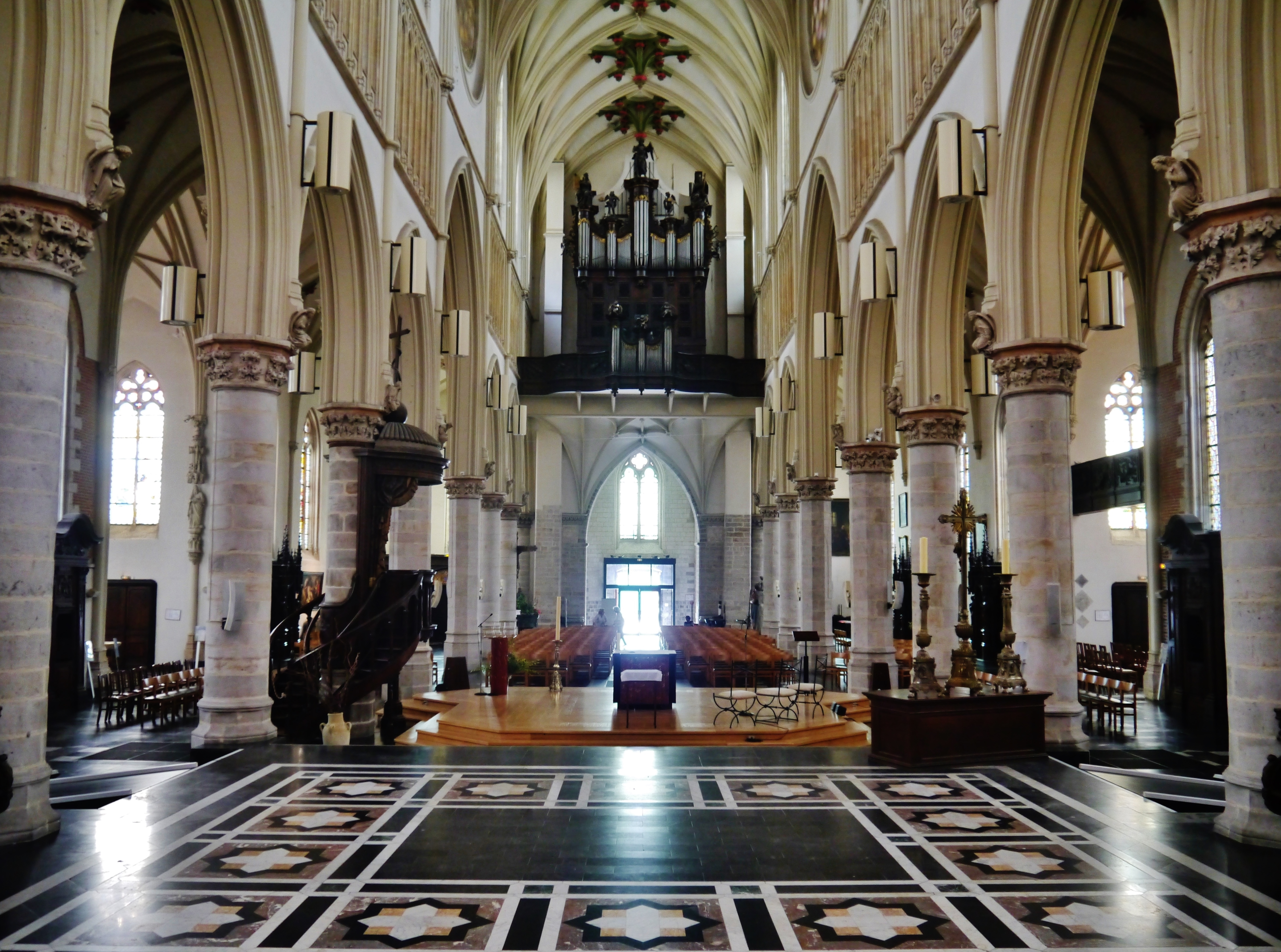
Nef vue depuis le chœur.
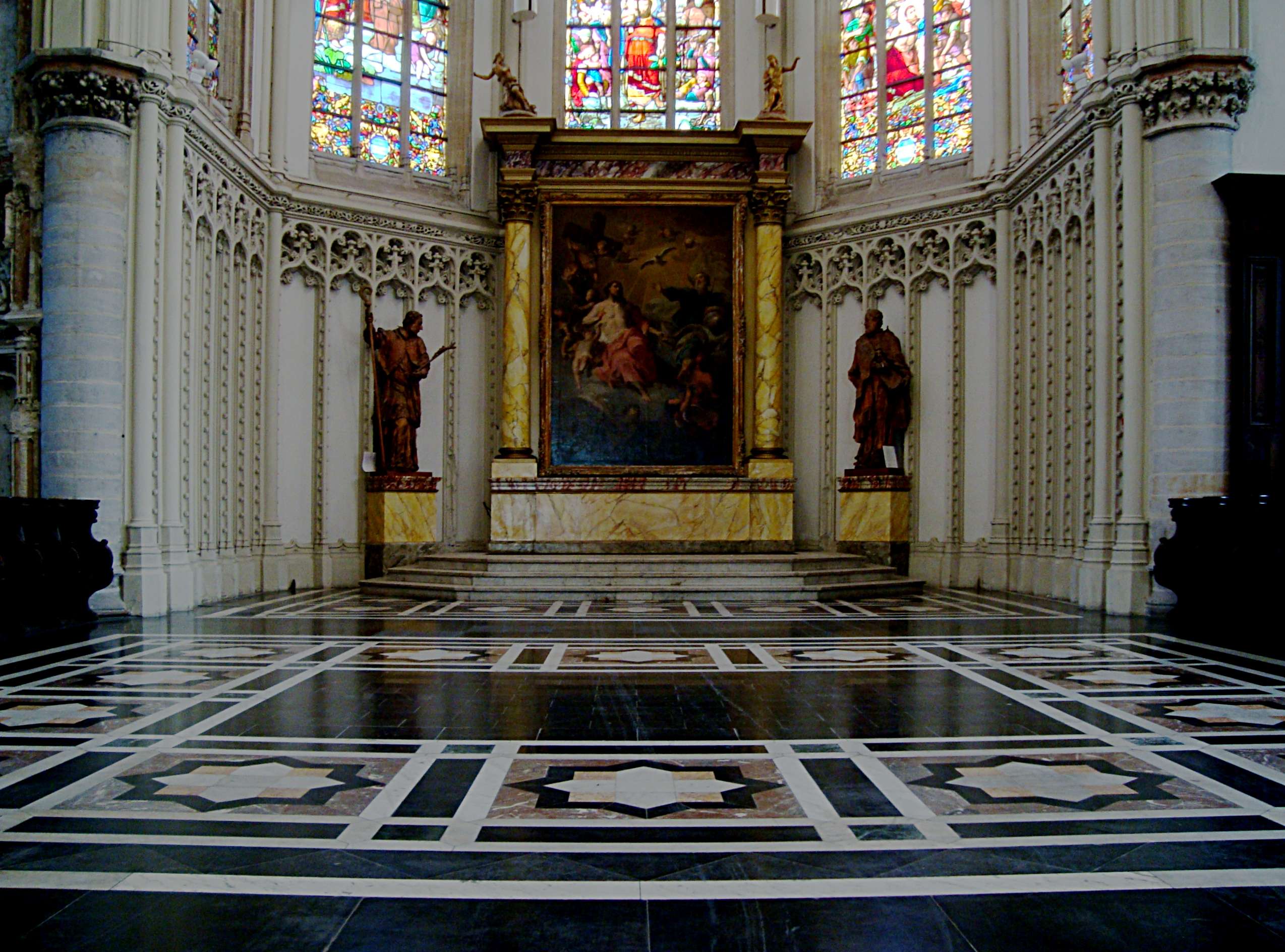
Le chœur.
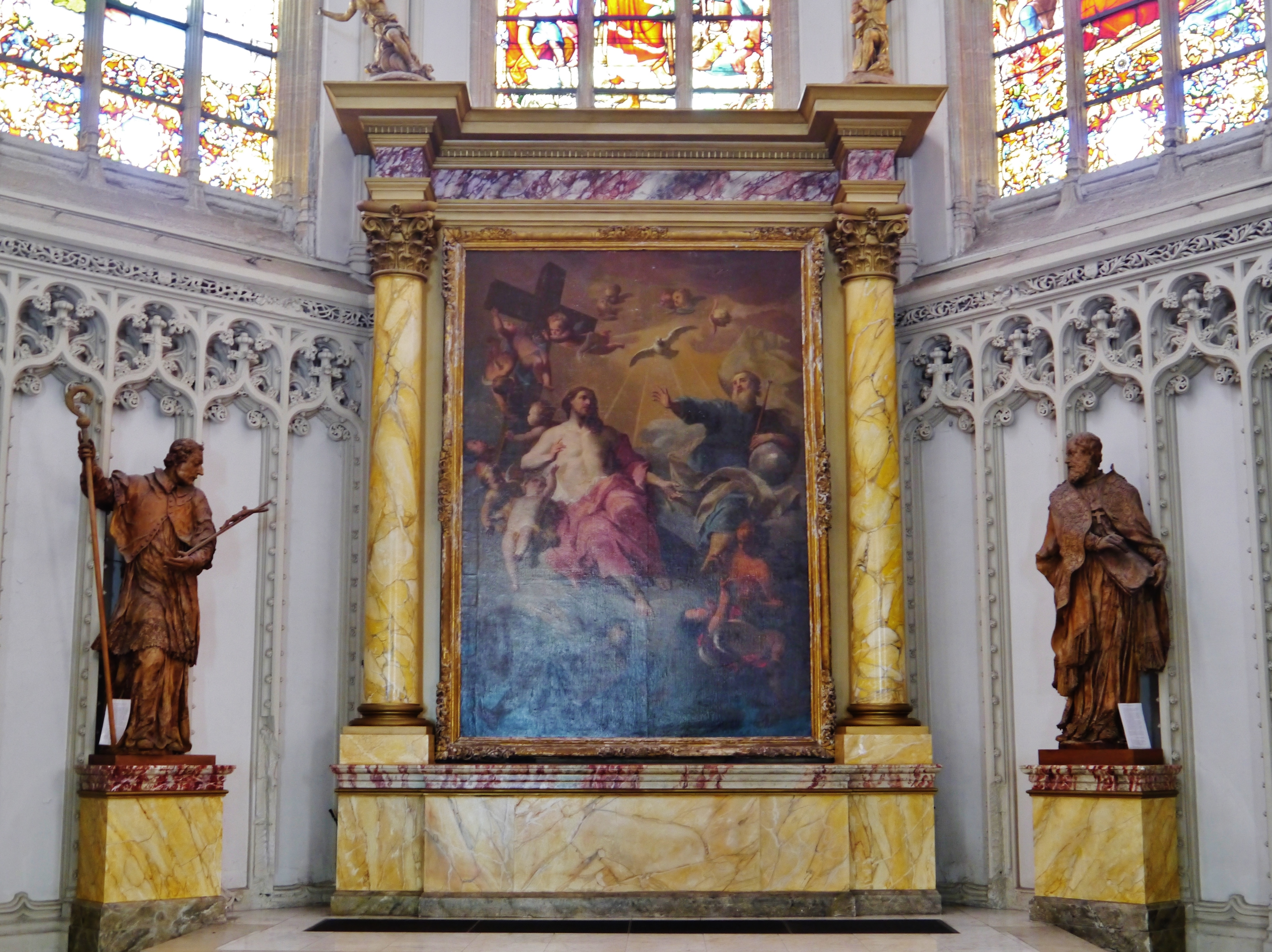
Reste du maître-autel : retable et statues.